# Fußball-Club 08 Homburg/Saar 1980-1981
Questa voce raccoglie le informazioni riguardanti il Fußball-Club 08 Homburg/Saar nelle competizioni ufficiali della stagione 1980-1981.

## Stagione
Nella stagione 1980-1981 l'Homburg, allenato da Harald Braner, Siegfried Melzig e Albert Müller, concluse il campionato di 2. Bundesliga al 11º posto. In Coppa di Germania l'Homburg fu eliminato al secondo turno dall'Oldenburg.

## Rosa
| N. |                      | Ruolo | Calciatore         |
| -- | -------------------- | ----- | ------------------ |
|    | Germania (bandiera)  | P     | Gunnar Fellmann    |
|    | Germania (bandiera)  | P     | Gerhard Hummel     |
|    | Germania (bandiera)  | D     | Heinz Histing      |
|    | Germania (bandiera)  | D     | Kurt Knoll         |
|    | Danimarca (bandiera) | D     | Jesper Petersen    |
|    | Germania (bandiera)  | D     | Friedrich Wagner   |
|    | Germania (bandiera)  | C     | Bernd Beck         |
|    | Serbia (bandiera)    | C     | Ratko Cvijanovic   |
|    | Germania (bandiera)  | C     | Frank Gellweiler   |
|    | Germania (bandiera)  | C     | Ulrich Hintzen     |
|    | Germania (bandiera)  | C     | Stefan Jambo       |
|    | Islanda (bandiera)   | C     | Ragnar Margeirsson |
|    | Italia (bandiera)    | C     | Franco Moro        |

| N. |                     | Ruolo | Calciatore          |
| -- | ------------------- | ----- | ------------------- |
|    | Germania (bandiera) | C     | Werner Mörsdorf     |
|    | Italia (bandiera)   | C     | Giovanni Nicastro   |
|    | Germania (bandiera) | C     | Peter Rubeck        |
|    | Germania (bandiera) | C     | Jürgen Suchanek     |
|    | Germania (bandiera) | A     | Herbert Demange     |
|    | Germania (bandiera) | A     | Hans Fritsche       |
|    | Germania (bandiera) | A     | Gerd Grau           |
|    | Islanda (bandiera)  | A     | Sigurður Grétarsson |
|    | Germania (bandiera) | A     | Manfred Lenz        |
|    | Serbia (bandiera)   | A     | Kosta Radovanović   |
|    | Germania (bandiera) | A     | Karlheinz Subklewe  |
|    | Germania (bandiera) | A     | Konrad Wittmann     |

## Organigramma societario
Area tecnica
- Allenatore: Albert Müller
- Allenatore in seconda:
- Preparatore dei portieri:
- Preparatori atletici:

## Calciomercato

### Sessione estiva
| Acquisti | Acquisti            | Acquisti            | Acquisti |
| R.       | Nome                | da                  | Modalità |
| -------- | ------------------- | ------------------- | -------- |
| A        | Sigurður Grétarsson | Breiðablik          |          |
| C        | Ragnar Margeirsson  | Keflavík            |          |
| C        | Ulrich Hintzen      | Preußen Münster     |          |
| P        | Gerhard Hummel      | ESV Ingolstadt      |          |
| C        | Werner Mörsdorf     | Kaiserslautern      |          |
| A        | Kosta Radovanović   | Röchling Völklingen |          |
| C        | Peter Rubeck        | Saarbrücken         |          |
| C        | Jürgen Suchanek     | Herford             |          |

| Cessioni | Cessioni        | Cessioni       | Cessioni |
| R.       | Nome            | a              | Modalità |
| -------- | --------------- | -------------- | -------- |
| A        | Wilfried Klinge | Oldenburg      |          |
| D        | Walter Gruler   | Hertha Berlino |          |
| P        | Gregor Quasten  | Hertha Berlino |          |

### Sessione invernale
| Acquisti | Acquisti | Acquisti | Acquisti |
| R.       | Nome     | da       | Modalità |
| -------- | -------- | -------- | -------- |

| Cessioni | Cessioni | Cessioni | Cessioni |
| R.       | Nome     | a        | Modalità |
| -------- | -------- | -------- | -------- |

## Risultati

### 2. Bundesliga

#### Girone di andata
| Arbitro: | Föckler |

|                       |           |               |
| Grau 54’ Mörsdorf 80’ | Marcatori | 14’, 47’ Roth |

| Arbitro: | Binninger |

|                                     |           |              |
| Walter 15’ Stetter 24’ Rohatsch 73’ | Marcatori | 10’ Subklewe |

| Arbitro: | Tritschler |

|             |           |            |
| Demange 87’ | Marcatori | 22’ Susser |

| Arbitro: | Correll |

|                      |           |              |
| Bittl 14’ Gerber 43’ | Marcatori | 44’ Fritsche |

| Arbitro: | Linn |

|              |           |          |
| Mörsdorf 68’ | Marcatori | 87’ Bein |

| Arbitro: | Boos |

|                                                                 |           |                                      |
| Ettmayer 22’ Schulz 25’, 87’ Lay 58’ Obermann 63’, 90’ Linz 80’ | Marcatori | 31’, 66’ Demange 70’ (rig.) Fritsche |

| Arbitro: | Kühne |

|                                |           |                                            |
| Histing 63’ (rig.) Demange 70’ | Marcatori | 41’ Steer 81’ Schwehr 90’ (rig.) Kubanczyk |

| Arbitro: | Brückner |

|             |           |          |
| Schmitz 69’ | Marcatori | 57’ Beck |

| Arbitro: | Wilhelmi |

|                           |           |  |
| Mörsdorf 26’ Petersen 41’ | Marcatori |  |

| Arbitro: | Hontheim |

|                         |           |                                       |
| Rolshausen 25’ List 84’ | Marcatori | 36’ Mörsdorf 45’ Demange 75’ Fritsche |

| Arbitro: | Brehm |

|                                                  |           |  |
| Böhni 29’ Makan 67’ Mörsdorf 78’ (aut.) Hein 90’ | Marcatori |  |

| Arbitro: | Röder |

|                                            |           |                                       |
| Histing 12’, 28’ Demange 33’, 85’ Grau 79’ | Marcatori | 43’ Nathmann 69’ Mattern 74’ Eckstein |

| Arbitro: | Aulenbacher |

|  |           |                             |
|  | Marcatori | 51’ Grau 82’ (rig.) Histing |

| Arbitro: | Dellwing |

|          |           |                                                                 |
| Grau 15’ | Marcatori | 13’, 20’ Neumann 52’ Collet 74’, 84’, 87’ Cestonaro 78’ Posniak |

| Arbitro: | Dölfel |

|  |           |             |
|  | Marcatori | 90’ Demange |

| Homburg 15 novembre 1980 16ª giornata | Homburg | 0 – 0 referto | Hessen Kassel | Waldstadion (1 500 spett.)\| Arbitro: \| Andres \| |
| Arbitro:                              | Andres  |               |               |                                                    |

| Arbitro: | Vielsack |

|                                |           |                                                   |
| Trieb 36’ Jörg 55’ (rig.), 72’ | Marcatori | 27’ Beck 54’, 73’, 86’ Demange 73’ (rig.) Histing |

| Arbitro: | Filla |

|           |           |  |
| Jambo 17’ | Marcatori |  |

| Arbitro: | Hellwig |

|                       |           |  |
| Michelberger 48’, 54’ | Marcatori |  |

#### Girone di ritorno
| Arbitro: | Klauser |

|                           |           |              |
| Roth 26’ (rig.) Georg 33’ | Marcatori | 71’ Fritsche |

| Arbitro: | Huster |

|             |           |             |
| Demange 42’ | Marcatori | 34’ Stetter |

| Arbitro: | Dücker |

|                             |           |              |
| Nickel 36’ (rig.), 41’, 69’ | Marcatori | 76’ Wittmann |

| Arbitro: | Eli |

|                          |           |          |
| Demange 12’ Wittmann 88’ | Marcatori | 57’ Ruhs |

| Arbitro: | Schmoock |

|                     |           |  |
| Bein 49’ Krause 52’ | Marcatori |  |

| Arbitro: | Kinzinger |

|                  |           |  |
| Demange 74’, 77’ | Marcatori |  |

| Arbitro: | Binninger |

|                |           |          |
| Reich 41’, 60’ | Marcatori | 69’ Lenz |

| Arbitro: | Linn |

|          |           |                                                |
| Beck 44’ | Marcatori | 53’ Scheler 55’ Sommerer 59’ (aut.) Gellweiler |

| Arbitro: | Andres |

|                     |           |           |
| Ritschel 67’ (rig.) | Marcatori | 55’ Jambo |

| Arbitro: | Correll |

|               |           |                               |
| Beck 20’, 90’ | Marcatori | 4’ Traser 63’ (rig.) Hoffmann |

| Arbitro: | Schweiger |

|                       |           |            |
| Demange 3’ Wagner 88’ | Marcatori | 13’ Kiefer |

| Worms 4 aprile 1981 31ª giornata | Wormatia Worms | 0 – 0 referto | Homburg | Wormatia-Stadion (2 500 spett.)\| Arbitro: \| Clajus \| |
| Arbitro:                         | Clajus         |               |         |                                                         |

| Arbitro: | Gschwender |

|                                                           |           |             |
| Suchanek 34’ Wagner 36’ Jambo 47’ Beck 56’ Grétarsson 79’ | Marcatori | 63’ Sarroca |

| Arbitro: | Schweiger |

|                                              |           |  |
| Cestonaro 51’ Neumann 67’ Bernecker 87’, 89’ | Marcatori |  |

| Arbitro: | Vielsack |

|                   |           |              |
| Beck 71’ Lenz 88’ | Marcatori | 6’, 48’ Reiß |

| Arbitro: | Schumann |

|           |           |  |
| Hampl 39’ | Marcatori |  |

| Arbitro: | Eli |

|                                       |           |                       |
| Beck 11’ Grétarsson 21’ Lenz 24’, 64’ | Marcatori | 58’ Schabel 84’ Trieb |

| Arbitro: | Boos |

|  |           |                                                                      |
|  | Marcatori | 14’ Fritsche 27’ Demange 39’ Petersen 45’ Grétarsson 90’ Margeirsson |

| Arbitro: | Föckler |

|                                                |           |  |
| Lenz 27’ Grétarsson 30’ Wagner 32’ Demange 75’ | Marcatori |  |

### Coppa di Germania
| Arbitro: | Clajus |

|                                       |           |  |
| Demange 45’ Wittmann 67’ Mörsdorf 87’ | Marcatori |  |

| Arbitro: | Matheis |

|  |           |             |
|  | Marcatori | 74’ Poesger |

## Statistiche

### Statistiche di squadra
| Competizione      | Punti | In casa | In casa | In casa | In casa | In casa | In casa | In trasferta | In trasferta | In trasferta | In trasferta | In trasferta | In trasferta | Totale | Totale | Totale | Totale | Totale | Totale | DR |
| Competizione      | Punti | G       | V       | N       | P       | Gf      | Gs      | G            | V            | N            | P            | Gf           | Gs           | G      | V      | N      | P      | Gf     | Gs     | DR |
| ----------------- | ----- | ------- | ------- | ------- | ------- | ------- | ------- | ------------ | ------------ | ------------ | ------------ | ------------ | ------------ | ------ | ------ | ------ | ------ | ------ | ------ | -- |
| 2. Bundesliga     | 38    | 19      | 9       | 7       | 3       | 40      | 30      | 19           | 5            | 3            | 11           | 26           | 39           | 38     | 14     | 10     | 14     | 66     | 69     | -3 |
| Coppa di Germania | -     | 2       | 1       | 0       | 1       | 3       | 1       | 0            | 0            | 0            | 0            | 0            | 0            | 2      | 1      | 0      | 1      | 3      | 1      | +2 |
| Totale            | 38    | 21      | 10      | 7       | 4       | 43      | 31      | 19           | 5            | 3            | 11           | 26           | 39           | 40     | 15     | 10     | 15     | 69     | 70     | -1 |

### Andamento in campionato
| Giornata  | 1 | 2  | 3  | 4  | 5  | 6  | 7  | 8  | 9  | 10 | 11 | 12 | 13 | 14 | 15 | 16 | 17 | 18 | 19 | 20 | 21 | 22 | 23 | 24 | 25 | 26 | 27 | 28 | 29 | 30 | 31 | 32 | 33 | 34 | 35 | 36 | 37 | 38 |
| --------- | - | -- | -- | -- | -- | -- | -- | -- | -- | -- | -- | -- | -- | -- | -- | -- | -- | -- | -- | -- | -- | -- | -- | -- | -- | -- | -- | -- | -- | -- | -- | -- | -- | -- | -- | -- | -- | -- |
| Luogo     | C | T  | C  | T  | C  | T  | C  | T  | C  | T  | T  | C  | T  | C  | T  | C  | T  | C  | T  | T  | C  | T  | C  | T  | C  | T  | C  | T  | C  | C  | T  | C  | T  | C  | T  | C  | T  | C  |
| Risultato | N | P  | N  | P  | N  | P  | P  | N  | V  | V  | P  | V  | V  | P  | V  | N  | V  | V  | P  | P  | N  | P  | V  | P  | V  | P  | P  | N  | N  | V  | N  | V  | P  | N  | P  | V  | V  | V  |
| Posizione | 6 | 17 | 15 | 17 | 16 | 20 | 20 | 17 | 16 | 12 | 17 | 13 | 12 | 14 | 14 | 14 | 11 | 11 | 11 | 12 | 12 | 13 | 13 | 13 | 10 | 12 | 14 | 14 | 14 | 14 | 13 | 12 | 13 | 13 | 13 | 13 | 11 | 11 |

Legenda:

Luogo: C = Casa; T = Trasferta. Risultato: V = Vittoria; N = Pareggio; P = Sconfitta.

### Statistiche dei giocatori
| Giocatore      | 2. Bundesliga | 2. Bundesliga | 2. Bundesliga | 2. Bundesliga | Coppa di Germania | Coppa di Germania | Coppa di Germania | Coppa di Germania | Totale   | Totale | Totale      | Totale     |
| Giocatore      | Presenze      | Reti          | Ammonizioni   | Espulsioni    | Presenze          | Reti              | Ammonizioni       | Espulsioni        | Presenze | Reti   | Ammonizioni | Espulsioni |
| -------------- | ------------- | ------------- | ------------- | ------------- | ----------------- | ----------------- | ----------------- | ----------------- | -------- | ------ | ----------- | ---------- |
| B. Beck        | 38            | 8             | 0             | 0             | 2                 | 0                 | 0                 | 0                 | 40       | 8      | 0           | 0          |
| R. Cvijanovic  | 1             | 0             | 1             | 0             | 0                 | 0                 | 0                 | 0                 | 1        | 0      | 1           | 0          |
| H. Demange     | 38            | 18            | 1             | 0             | 2                 | 1                 | 0                 | 0                 | 40       | 19     | 1           | 0          |
| G. Fellmann    | 3             | 0             | 0             | 0             | 0                 | 0                 | 0                 | 0                 | 3        | 0      | 0           | 0          |
| H. Fritsche    | 27            | 5             | 4             | 0             | 2                 | 0                 | 0                 | 0                 | 29       | 5      | 4           | 0          |
| F. Gellweiler  | 15            | 0             | 2             | 0             | 0                 | 0                 | 0                 | 0                 | 15       | 0      | 2           | 0          |
| G. Grau        | 13            | 4             | 0             | 0             | 1                 | 0                 | 0                 | 0                 | 14       | 4      | 0           | 0          |
| S. Grétarsson  | 17            | 4             | 1             | 0             | 0                 | 0                 | 0                 | 0                 | 17       | 4      | 1           | 0          |
| U. Hintzen     | 6             | 0             | 1             | 0             | 1                 | 0                 | 0                 | 0                 | 7        | 0      | 1           | 0          |
| H. Histing     | 29            | 5             | 6             | 0             | 2                 | 0                 | 0                 | 0                 | 31       | 5      | 6           | 0          |
| G. Hummel      | 35            | 0             | 4             | 0             | 2                 | 0                 | 0                 | 0                 | 37       | 0      | 4           | 0          |
| S. Jambo       | 33            | 3             | 2             | 0             | 2                 | 0                 | 0                 | 0                 | 35       | 3      | 2           | 0          |
| W. Klinge      | 5             | 0             | 3             | 0             | 1                 | 0                 | 1                 | 0                 | 6        | 0      | 4           | 0          |
| K. Knoll       | 34            | 0             | 3             | 0             | 1                 | 0                 | 0                 | 0                 | 35       | 0      | 3           | 0          |
| M. Lenz        | 36            | 5             | 4             | 0             | 1                 | 0                 | 0                 | 0                 | 37       | 5      | 4           | 0          |
| R. Margeirsson | 14            | 1             | 0             | 0             | 0                 | 0                 | 0                 | 0                 | 14       | 1      | 0           | 0          |
| F. Moro        | 7             | 0             | 0             | 0             | 0                 | 0                 | 0                 | 0                 | 7        | 0      | 0           | 0          |
| W. Mörsdorf    | 27            | 4             | 7             | 0             | 2                 | 1                 | 0                 | 0                 | 29       | 5      | 7           | 0          |
| G. Nicastro    | 1             | 0             | 0             | 0             | 1                 | 0                 | 0                 | 0                 | 2        | 0      | 0           | 0          |
| J. Petersen    | 37            | 2             | 2             | 0             | 1                 | 0                 | 1                 | 0                 | 38       | 2      | 3           | 0          |
| K. Radovanović | 2             | 0             | 0             | 0             | 0                 | 0                 | 0                 | 0                 | 2        | 0      | 0           | 0          |
| P. Rubeck      | 0             | 0             | 0             | 0             | 0                 | 0                 | 0                 | 0                 | 0        | 0      | 0           | 0          |
| K. Subklewe    | 10            | 1             | 2             | 0             | 1                 | 0                 | 0                 | 0                 | 11       | 1      | 2           | 0          |
| J. Suchanek    | 27            | 1             | 4             | 1             | 2                 | 0                 | 0                 | 0                 | 29       | 1      | 4           | 1          |
| F. Wagner      | 13            | 3             | 1             | 0             | 0                 | 0                 | 0                 | 0                 | 13       | 3      | 1           | 0          |
| K. Wittmann    | 19            | 2             | 1             | 0             | 2                 | 1                 | 1                 | 0                 | 21       | 3      | 2           | 0          |